# Hermann Grabner
Hermann Grabner (* 12. Mai 1886 in Graz, Österreich-Ungarn; † 3. Juli 1969 in Bozen) war ein deutsch-österreichischer Musiktheoretiker, Komponist und Musikpädagoge.

Hermann Grabner, um 1930

## Leben
Während seines Jurastudiums, das er 1909 mit der Promotion zum Dr. jur. abschloss, folgte er auch einem Studium der Musik mit den Hauptfächern Violine und Bratsche bei Leopold Suchsland in Graz bis 1910 und spielte aushilfsweise als Bratschist im Theaterorchester mit. Danach studierte Grabner ab Herbst 1910 am Konservatorium von Leipzig bei Max Reger und Hans Sitt Musik. 1912 wirkte er als Assistent Max Regers in Meiningen, 1913 wurde er Theorielehrer am Konservatorium von Straßburg. Nach der Kriegsteilnahme im österreichischen Heer war er von 1919 bis 1924 Theorie- und Kompositionslehrer an der Musikhochschule Mannheim und der Musikakademie Heidelberg (hier zählte Wilhelm Maler zu seinen Schülern). Danach lehrte er Komposition am Konservatorium Leipzig, wo neben anderen Richard Göhle, Hugo Distler, Artur Immisch, Werner Neumann und der Filmmusikkomponist Miklós Rózsa zu seinen Schülern gehörten. Seit 1930 war er auch Universitätsmusikdirektor. 1932 wurde er in Leipzig zum Professor ernannt.
Grabner gehörte dem 1928 gegründeten, völkisch gesinnten, antisemitischen Kampfbund für deutsche Kultur an. Nach der Machtergreifung der Nationalsozialisten war Grabner seit 1934 Mitglied im NS-Lehrerbund und wurde Beirat der Reichsmusikkammer. In der NS-Zeit komponierte er zahlreiche systemkonforme Stücke, wie 1933 die Fackelträger-Lieder, Meinen S.A.-Kameraden gewidmet oder 1935 das Bekenntnislied Stellt euch um die Standarte rum auf einen Text von Baldur von Schirach. Es folgten weitere Kompositionen, die in dem von Wolfgang Suppan für das Steirische Musiklexikon erstellten Werkverzeichnis fehlen oder durch andere Titel ersetzt wurden. Von 1938 bis 1946 lehrte Grabner als Nachfolger Paul Hindemiths an der Musikhochschule Berlin. Daneben betätigte er sich im Hauptlektorat Musik des Amts Rosenberg.
Nach seiner Entlassung aus dem Hochschuldienst im Sommer 1946 lebte Grabner zunächst als freischaffender Komponist und lehrte an der Volkshochschule Berlin-Zehlendorf. Nach seiner am 16. März 1950 erfolgten Entnazifizierung unterrichtete er von 1950 bis 1951 am Städtischen Konservatorium Berlin (West), bevor er in den Ruhestand trat. Er starb während einer seiner zahlreichen Tiroler Ferienaufenthalte in Bozen.
Neben einer Oper komponierte Grabner zahlreiche große Orchesterwerke, Kammermusik, Chorwerke, Lieder, zwei Motetten und mehrere Orgelwerke. Von besonderer Bedeutung sind seine zahlreichen, teilweise immer wieder neu aufgelegten, Lehrbücher wie unter anderem die Allgemeine Musiklehre.

## Werkauswahl

### Werke für Blasorchester
- Perkeo-Suite, op. 15 (1925)
- Wächterlied für Männerchor, Blasorchester, Pauken und Harfe, op. 26
- Burgmusik,  op. 44 (1937)
- Firlefei-Variationen, op. 46 (1937)
- I bin Soldat, valera, op. 54, Variationen für Blasorchester[7]
- Schwertspruch für Männerchor und Blasorchester, op. 55
- Concerto grosso, op. 57

### Andere Werke (Auswahl)
- Die Richterin Oper nach einem Text von C.F. Meyer (1930)
- Trio für Violine, Viola und Violoncello  o.Op. (Prüfungsstück im Jahre 1912)
- Konzert im alten Stil für drei Violinen op. 1
- Auf Posten für Bariton und Orchester op. 4 (Manuskript)
- Der 103. Psalm für Alt, gemischten Chor und Orchester op. 6
- Präludium und Fuge für Streichquartett op. 11 (Manuskript)
- Zwiegespräch für Alt, Bratsche und Orgel op. 16
- Media vita in morte sumus, Antiphonbearbeitung für Orgel op. 24
- Fantasie über das liturgische Pater noster für Orgel op. 26
- Lichtwanderer für Männerchor und Orchester op. 30
- Hymnus Christ ist erstanden für Orgel op. 32
- Alpenländische Suite für Orchester op. 34
- Gott aller Dinge Ursprung Motette für gemischten Chor op. 42
- Sinfonische Tänze für großes Orchester op. 43b
- Weihnachtsmotette für gemischten Chor op. 45
- Fünf Gesänge für gemischten Chor op. 51
- Toccata F-Dur für Orgel op. 53
- Divertimento für kleines Sinfonieorchester op. 56
- Konzert für Orgel und Orchester op. 59
- "Fackelträger", Lieder des neuen Reiches, für Männerchor komponiert nach Gedichten von Heinrich Anacker, Verlag Kistner & Siegel, Leipzig 1934
- Orgelchoralbücher für diverse Evangelisch-Lutherische Landeskirchen (nach 1946)

Der Großteil der Kompositionen Grabners ist bei dem Verlag Kistner & Siegel erschienen.

## Schriften
- Handbuch der funktionellen Harmonielehre, ISBN 3-7649-2112-9
- Allgemeine Musiklehre, ISBN 3-7618-0061-4
- Die Kunst des Orgelbaues, Max Hesses Verlag, Berlin, 1958.
- Musikalische Werkbetrachtung, Kistner & Siegel & Co, Lippstadt, 1957.